# Земленасосна установка
Земленасо́сна установка (земленасосна уста́ва) (рос. землесосная установка, англ. excavator pump) — агрегат, що складається з ґрунтового насоса і допоміжних пристроїв для перекачування гідросуміші.
Застосовується при гідромеханізації на гірничих роботах, в гідротехнічному та гідромеліоративному будівництві.
Земленасосні установки поділяються на дві групи: вибійні, що працюють з гідромонітором, і перекачувальні, які використовуються для підвищення тиску в системі за схемою послідовної роботи ґрунтових насосів. В окремих випадках земленасосні устави можуть бути плавучими (на понтонах).